# Horsfields bronskoekoek
Horsfields bronskoekoek (Chalcites basalis, synoniem Chrysococcyx basalis) is een lid van de familie van de koekoeken en komt voor in Australië. De Nederlandse naam is een eerbetoon aan de Amerikaanse natuuronderzoeker Thomas Horsfield.

## Beschrijving
Deze bronskoekoek is 14,5 tot 17 cm lang. Het is de meest saai gekleurde van het geslacht Chalcites. Hij onderscheidt zich van de andere bronskoekoeken door duidelijk roodbruine buitenste staartveren (hoewel vaak lastig te zien) en een lichte wenkbrauwstreep.

## Voortplanting
Deze bronskoekoek is een broedparasiet die zijn eitjes in de nesten van kleine zangvogels legt. Er zijn meer dan 60 soorten zangvogels bekend waarop deze koekoek parasiteert.

## Voorkomen en leefgebied
Horsfields bronskoekoek komt voor op het hele continent Australië inclusief Tasmanië. Het leefgebied wordt gevormd door een groot aantal typen half open landschappen zoals bosranden, gebieden met struikgewas, mangroves, langs wegen, op golfbanen, boomgaarden en tuinen. Een gedeelte van de populatie trekt in de (zuidelijke) winter weg naar Nieuw-Guinea, Aroe-eilanden of soms nog verder het Oriëntaals gebied in tot aan eilanden in de Indische Oceaan.

## Status
Horsfields bronskoekoek heeft een enorm groot verspreidingsgebied en daardoor alleen al is de kans op uitsterven uiterst gering. De grootte van de populatie is niet gekwantificeerd. Om die redenen staat deze bronskoekoek als niet bedreigd op de Rode Lijst van de IUCN.